# 角犰狳
角犰狳（學名：Peltephilus ferox）是異關節總目下倭犰狳科的一種，僅有一只小狗的大小。在漸新世期間出現於阿根廷地區，並於中新世期間絕滅。正如其名，其頭頂上的鱗甲發展成角，並相信用於保護其眼睛。除了北美洲上的圓角鼠（ceratogaulus）外，此種為另一有紀錄的掘地性（Fossorial）有角哺乳動物。
雖然一般相信其大而呈三角狀的牙齒顯示角犰狳是肉食性，但亦有學者認為牠可能是草食性的。